# Tallahams
El tallahams, trencahams, lliri, golfàs o anjora (Pomatomus saltatrix) és un peix de l'ordre dels perciformes molt ràpid i potent.

## Morfologia
- Talla: màxima de 110 cm i comuna entre 20 i 60 cm.
- Cos allargat i comprimit, amb un cap robust i carenat dorsalment.
- Boca terminal gran, amb la mandíbula inferior lleugerament prominent i el premaxil·lar protràctil.
- Dents visibles, punxegudes, comprimides i en una sola sèrie a les dues mandíbules.
- Al palatí i al vómer, les dents són menudes.
- Presenten una sola espina a l'opercle.
- Dues aletes dorsals, la primera amb espines.
- Aleta anal una mica més curta que la segona dorsal.
- Caudal forcada.
- Cos cobert de petites escates cicloidees (llises).
- Línia lateral gairebé rectilínia.
- Coloració del dors verdosa, els flancs i ventre argentats.
- Aletes dorsals, anal i caudal d'un verd groguenc i les pectorals amb una taca blavosa a la base, més marcada als joves.

## Hàbitat
Espècie pelàgica que es troba a la plataforma continental fins als 200 m de fondària.
Realitza migracions estacionals a la recerca d'aigües càlides, i es troba mar endins a l'hivern i aproximant-se a la costa a l'estiu.
De vegades, fan incursions als estuaris i les desembocadures dels rius.

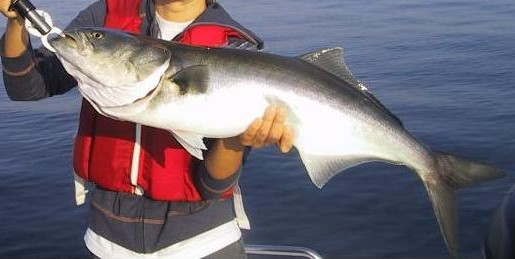
Captura d'un tallahams de vint lliures de pes.

La seua activitat és diürna.

## Reproducció
Es reprodueix a la primavera i l'estiu, i els ous són pelàgics.

## Alimentació
Els joves cacen en moles per evitar el canibalisme, i els adults en grups aïllats, atacant sovint altres peixos gregaris com les llisses, seitons, sardines i sards, entre d'altres, i destruint quantitats superiors a les seues necessitats. També s'alimenten de crustacis i cefalòpodes.

## Distribució geogràfica
Es troba a tota la Mediterrània (incloent-hi la mar Negra) i a l'Atlàntic (de Portugal fins a Sud-àfrica).

## Pesca
A la mar Negra es pesca semiindustrialment, i a la resta del Mediterrani de manera artesanal i esportiva amb tremalls, palangres, arrossegament, encerclament, línies de mà, curricà i teranyina.
Sol trencar el fil i els hams amb les dents, comportament que està reflectit als noms locals.
Es comercialitza fresc, congelat o en conserva.